# Zoltán Hetényi
Zoltán Laszolo Hetényi (Budapest, 18 febbraio 1988) è un hockeista su ghiaccio ungherese.